# Підсніжник звичайний (пам'ятка природи)
Підсні́жник звича́йний — ботанічна пам'ятка природи місцевого значення в Україні. Об'єкт природно-заповідного фонду Хмельницької області. 
Розташована в межах Улашанівської сільської громади Шепетівського району Хмельницької області, на південний схід від села Романіни. 
Площа 0,7 га. Статус присвоєно згідно з рішенням 2 сесії облради від 28.10.1994 року № 7. Перебуває у віданні ДП «Славутський лісгосп» (Романінське л-во, кв. 35, вид. 13, 14). 
Статус присвоєно для збереження двох невеликих частин лісового масиву з насадженнями сосни, де зростає популяція підсніжника звичайного.